# Cao Zhen
Cao Zhen (chinesisch 曹真, Pinyin Cáo Zhēn; * 185; † 231), Großjährigkeitsname Zidan (chinesisch 子丹, Pinyin Zǐdān) war ein General unter Cao Cao und seinen Nachfolgern, den Kaisern der Wei während der Östlichen Han-Dynastie und der Zeit der Drei Reiche.

## Leben
Nach der Geschichte der Drei Reiche war Cao Zhen ein entfernter Neffe Cao Caos. Als dieser im Jahr 190 eine Armee für die Koalition gegen Dong Zhuo aufstellte, folgte sein Vater Cao Shao dem Ruf, wurde aber getötet.
In der Kurzen Geschichte von Wei von Yu Huan heißt es, Cao Zhens ursprünglicher Familienname sei Qin gewesen, und sein Vater Qin Bonan sei seit langer Zeit Cao Caos Freund gewesen. Als dieser 195 von den Rebellen der Gelben Turbane verfolgt wurde, floh er zu den Qin. Als die Rebellen dort anlangten und nach Cao Cao verlangten (dessen Gesicht sie nicht kannten), gab Qin Bonan sich als Cao Cao aus und wurde erschlagen.
Auf jeden Fall nahm Cao Cao den jungen Cao Zhen bei sich auf und zog ihn wie seinen eigenen Sohn auf. Er ließ ihn auch bei seinem Nachfolger Cao Pi und Cao Xiu, einem anderen entfernten Neffen, wohnen. Von Cao Zhens Tapferkeit beeindruckt, gab Cao Cao ihm einen Kommandoposten in der Tiger-und-Leoparden-Elitekavallerie.
Fortan nahm Cao Zhen an den Feldzügen gegen die Rebellen und Liu Bei teil. Nachdem der Veteranengeneral Xiahou Yuan in der Schlacht am Berg Dingjun gefallen war, wurde Cao Zhen die Rückeroberung des Passes von Yangping mit den Truppen von Xu Huang überantwortet.
Nachdem Cao Pi seinem Vater 220 nachgefolgt war, wurde Cao Zhen zum General, der den Westen bewacht ernannt und mit der Verteidigung von Yongzhou und Liangzhou betraut. 222 wurde er in die Hauptstadt Luoyang zurückbeordert und zum Oberbefehlshaber ernannt, so dass er jetzt Macht über alle inneren und äußeren militärischen Belange hatte. Im selben Jahr führte er gemeinsam mit Xiahou Shang persönlich die Streitmacht gegen Sun Quan in Jiangling. Nach anfänglichen Erfolgen musste sich die Armee aber wegen einer Seuche zurückziehen.
Als Cao Rui den Thron der Wei bestieg, behielt Cao Zhen seine Posten. In den nächsten Jahren führte der Premierminister der Shu Han, Zhuge Liang, fünf Kampagnen gegen die Wei, die Cao Zhen bis 230 erfolgreich abwehren konnte.
In diesem Jahr wurde er in einer Audienz in Luoyang vom Kaiser zum Verteidigungsminister ernannt. Cao Zhen vollzog einen Wechsel von defensiver zu offensiver Strategie und plante einen Angriff auf die Grenzstadt Han Zhong, Zhuge Liangs wichtigste Festung. Er führte im selben Jahr seine Streitmacht über die südliche Ziwu-Straße, während Sima Yi mit seiner Armee westlich am Han-Fluss entlangzog. Ihre Truppen sollten sich in Nanzheng vereinigen, südwestlich von Han Zhong.
Durch monatelange heftige Regenfälle aber wurde dieser Plan zunichtegemacht, durch die die Bergpässe unpassierbar wurden. Cao Zhen erkrankte und kehrte nach Luoyang zurück, wo er 231 starb.
Cao Zhen hinterließ drei Söhne: Cao Shuang, Cao Xi und Cao Xun.